# Martim Neto
Martim Carvalho Neto (Viana do Castelo, 14 de enero de 2003) es un futbolista portugués que juega como centrocampista en el Elche C. F. de la Primera División de España.

## Trayectoria
Debutó como profesional con el S. L. Benfica "B" el 21 de marzo de 2021 en la Segunda División de Portugal.

## Estadísticas

### Clubes
Actualizado al último partido disputado el 2 de noviembre de 2024.
| Club                       | Div.          | Temporada     | Liga  | Liga  | Copas nacionales | Copas nacionales | Copas internacionales | Copas internacionales | Total | Total |
| Club                       | Div.          | Temporada     | Part. | Goles | Part.            | Goles            | Part.                 | Goles                 | Part. | Goles |
| -------------------------- | ------------- | ------------- | ----- | ----- | ---------------- | ---------------- | --------------------- | --------------------- | ----- | ----- |
| S. L. Benfica "B" Portugal | 2.ª           | 2020-21       | 8     | 0     | —                | —                | —                     | —                     | 8     | 0     |
| S. L. Benfica "B" Portugal | 2.ª           | 2021-22       | 30    | 3     | —                | —                | —                     | —                     | 30    | 3     |
| S. L. Benfica "B" Portugal | 2.ª           | 2022-23       | 16    | 1     | —                | —                | —                     | —                     | 16    | 1     |
| S. L. Benfica "B" Portugal | Total club    | Total club    | 54    | 4     | 0                | 0                | 0                     | 0                     | 54    | 4     |
| S. L. Benfica Portugal     | 1.ª           | 2021-22       | 1     | 0     | 0                | 0                | 0                     | 0                     | 1     | 0     |
| S. L. Benfica Portugal     | Total club    | Total club    | 1     | 0     | 0                | 0                | 0                     | 0                     | 1     | 0     |
| Gil Vicente F. C. Portugal | 1.ª           | 2023-24       | 29    | 0     | 4                | 1                | —                     | —                     | 33    | 1     |
| Gil Vicente F. C. Portugal | Total club    | Total club    | 29    | 0     | 4                | 1                | 0                     | 0                     | 33    | 1     |
| Rio Ave F. C. Portugal     | 1.ª           | 2024-25       | 5     | 1     | 0                | 0                | —                     | —                     | 5     | 1     |
| Rio Ave F. C. Portugal     | Total club    | Total club    | 5     | 1     | 0                | 0                | 0                     | 0                     | 5     | 1     |
| Total carrera              | Total carrera | Total carrera | 89    | 5     | 4                | 1                | 0                     | 0                     | 93    | 6     |